# 루브로박테르속
루브로박테르속(Rubrobacter)은 방선균강에 속하는 세균 속이다. 루브로박테르아강에 속하는 루브로박테르목 (Rubrobacterales), 루브로박테르과 (Rubrobacteraceae)의 유일 속이다. 데이노코쿠스 라디오두란스(Deinococcus radiodurans)처럼 방사선에 대한 저항성을 지니고 있다.

## 분류
- 루브로박테르목 (Rubrobacterales)
  - 루브로박테르과 (Rubrobacteraceae)
    - 루브로박테르속 (Rubrobacter)
      - Rubrobacter radiotolerans
      - Rubrobacter taiwanensis
      - Rubrobacter xylanophilus

## 같이 보기
- 카타콤